# (18326) 1985 CV1
1985 سي في 1 (ويعرف أيضًا باسم (18326) 1985 سي في 1 وفق تسمية الكوكب الصغير) (بالإنجليزية: 1985 CV1)‏ هو كويكب ضمن حزام الكويكبات؛ وترتيبه 18326 من حيث الاكتشاف.
اكتُشف هذا الجُرم الفلكي بواسطة هنري ديبهون في 11 فبراير 1985.

## وصلات خارجية
- (18326) 1985 CV1 في قاعدة بيانات مختبر الدفع النفاث لأجرام النظام الشمسي الصغيرة

- الاكتشاف · مخطط المدار ·  العناصر المدارية · المعلمات المادية

- (18326) 1985 CV1 على موقع ويكي سكاي: DSS2, SDSS, GALEX, IRAS, Hydrogen α, X-Ray, Astrophoto, Sky Map, Articles and images